# Ritam i blues
Ritam i blues (eng. Rhythm and blues, a još poznat kao R&B, R'n'B i RnB), vrlo je popularan glazbeni žanr, koji kombinira stilove jazz, gospel i blues. Nastaje u Americi 1940-ih godina. Najčešće su ga izvodili Afroamerikanci i u to je vrijeme bio novi zvuk u svijetu. Ritam i blues se često koristi kao cjelokupni naziv za afroameričku glazbu nakon Drugog svjetskog rata. Izvorni početci R&B-a, bile su male skupine koje su u svoje skladbe često dodavale elemente jazza, gospela i bluesa. ta je glazbe bila pod velikim utjecajem jazza, kao i crnog gospela i bebopa. Pojavom Motowna i soul zvuka 1960-ih, popularnost mu lagano opada, međutim jedinstveni i prepoznatljivi zvuk R&B-a ostaje i u sedamdesetima i osamdesetima, a i uključuje razvoj novih stilova poput suvremenog R&B-a, funka i drugih.

## Povijest

### Kraj 1940-ih
Izraz "ritam i blues" nastao je tijekom 1940-ih, kao alternativa za pojam 'rasna glazba', koji se smatrao uvredljivim. Do 1970-ih, akronim "R & B" korišten je gotovo isključivo samo za ovaj stil popularne glazbe, te se na kraju počeo koristi kao termin i za označavanje druge oblika glazbe kao što su crni soul i funk. Početak 1940-ih je vrijeme kada se pojavljuju prvi zvuci R&B-a, a izvode ga male skupine koje u svoje skladbe dodaju elemente jazza, gospela i bluesa.
Prisutnost jakog plesnog ritma značajni su elementi koje koristi R&B glazba iz stila kojeg sviraju blues i jazz glazbenici. Ritam i blues imao je izrazito urbani stil, odražavajući želju mnogih mladi Afroamerikanaca na udaljenost od domaćih asocijacija i tradicionalnog bluesa. Uspješne nastupe u nastajanju ove tradicije imao je saksofonista Louis Jordan i njegov sastav 'the Tympany Five'.
1948. godine diskografska kuća RCA Victor objavljuje crnačku glazbu pod nazivom Rhythm and blues. U toj godini, Louis Jordan dominira na vrhu top ljestvica, gdje zauzima prvo mjesto s dvije skladbe u R&B stilu i s tri skladbe u boogie-woogie verziji. Jordanov sastav zvao se 'the Tympany Five' (osnovan 1938.), a on u njemu izvodi vokale i svira saksofon, dok su ostali glazbenici svirali trubu, tenor saksofon, glasovir, bas-gitaru i bubnjeve. Uz Jordana tu su još i glazbenici poput Lawrencea Cohna i Roberta Palmera koji su s jazz glazbe prelazili na R&B i u samo početku bili vrlo zaslužni za njegov uspjeh. Jordanova smirena glazba, koju još izvode i Big Joe Turner, Roy Brown, Billy Wright i Wynonie Harris, naziva se još i 'Jump blues'. 1948. godine, Wynonie Harris napravio je obradu skladbe "Good Rockin' Tonight" od Roya Browna iz 1947. i zauzeo s njom #2 na top ljestvicama, a slijedi ga Sonny Thompson sa skladbom "Long Gone" koja dolazi na #1.
1949. godine izraz rhythm and blues zamjenjuje Billboardovu kategoriju Harlem Hit Parade. Također iste godine skladba "The Huckle-Buck" od saksofoniste Paula Williamsa zauzima #1 na R&B top ljestvici i tamo se zadržava čitavu godinu. Književnik, glazbenik i aranžer Andy Gibson, skladbu je opisao kao "dirty boogie", zbog toga što je masna i neprilična. Koncerti Paula Williamsa i His Hucklebuckersa bili su puni znoja i buntovničke naravi. Tekstovi Roya Alfreda (koji je kasnije 1955. napisao uspješnicu "The Rock and Roll Waltz"), bili su blago seksualno sugestivni, a jedan tinejdžer iz Philadelphie rekao je "Taj 'Hucklebuck' je bio vrlo neugodan za ples". Također 1949. novu verziju blues skladbe "Ain't Nobody's Business" iz negdje 1920-ih, obradili su Jimmy Witherspoon i Louis Jordan i the Tympany Five i s njom zauzeli #4 na top ljestvici, a kasnije su opet zauzeli #5 sa skladbom "Saturday Night Fish Fry".

### Početak i sredina 1950-ih
Grčki Amerikanac Johnny Otis, koji je potpisao za Savoy Records, radeći 1950-ih s Afroamerikancima objavljuje mnoge R&B uspješnice, uključujući i "Double Crossing Blues", "Mistrustin' Blues" i "Cupid's Boogie", koje zauzimaju #1 na R&B top ljestvicama. Otis drži top deset najvećih hitova 1951. godine. Ostali hitovi su; "Gee Baby", "Mambo Boogie" i "All Nite Long". Sastav The Clovers, vokalni je trio, koji je pjevao jednu karakterističnu zvučnu kombinaciju bluesa i gospela i postigao #5 s hit skladbom "Don't You Know I Love You", koju su snimili za Atlantic Records. Također u srpnju 1951. u Clevelandu, Ohio, DJ Alan Freed pokreće kasno noćnu radio emisiju pod nazivom 'The Moondog Rock Roll House Party', na postaji WJW-AM (850). Program je bio besplatan a sponzorirao ga je Fred Mintz, koji je imao trgovinu R&B snimki, a glavni klijenti su mu bili Afroamerikanci.
Tijekom 1950-ih, klasični R&B dobiva svu veću naklonost izdavačkih kuća i prelazi granice drugih žanrova kao što su jazz i rock and roll. To je bio jaki ritmički stil i tradicionalni blues, koji se počeo oblikovati u New Orleansu. Glazbenici poput Professora Longhaira, poznati po žestokom pianino stilu, imali su veliki utjecaj u definiranju zvuka ranih melodija.
Ruth Brown iz Atlantic Recordsa, objavljuje hitove u top 5 svake godine od 1951. do 1954., a to su ; "Teardrops from My Eyes", "Five, Ten, Fifteen Hours", "(Mama) He Treats Your Daughter Mean" i "What a Dream". Također Faye Adamsova skladba "Shake a Hand", dolazi na #2 top 1952. godine. Doo-wop sastav The Orioles 1953. godine ima uspješnicu "Crying in the Chapel", koja je zauzela #4 na top ljestvici.
1954. britanska skupina The Chords s hit skladbom "Sh-Boom", već početkom godine dolazi na top 10 R&B top ljestvica, a krajem godine sastav The Charms iz Somervillea, Massachusetts sa skladbom "Hearts of Stone" ulazi u top 20 top ljestvica.
U tom trenutku afroamerički R&B izvođači kao što su Chuck Berry i Fats Domino imali su veliku popularnost kao i rock and roll izvođači poput Billa Haleyja i Elvisa Presleyja. Fats Domino 1952. i 1953. godine, nalazio se na samom vrhu top 30 pop glazbenih ljestvica, a zatim i na top 10 s hit skladbom "Ain't That a Shame". Ray Charles također dolazi u sam vrh 1955. godine sa skladbom "I Got a Woman". Big Bill Broonzy tada je rekao za Charlesovu glazbu: "On miksa blues i duhovnu glazbu...ja znam da to nije dobro".
Na otvaranju izdavačke kuće 'Chess Records', Chuck Berry izveo je na violini obradu stare skladbe "Ida Red". Njegova skladba "Maybellene" osim što je 1955. godine zauzela #3 na R&B top ljestvicama, također se našla i na top 30 pop glazbenih ljestvica. Alan Freed koji je bio premješten u mnogo veće tržišno središte New York, kako bi pomogao pri snimanju, postaje popularan među mlađom bijelom populacijom. Freed je jedan dio svoje zarade morao dati tekstopiscima iz Chess Recordsa u zamjenu za njegove promotivne aktivnosti, što je bilo uobičajeno u ono vrijeme. Također Chess Records 1955. godine objavljuje singl prvijenac Boa Diddleya, na kojemu se nalaze skladbe "Bo Diddley" i "I'm A Man", a one vrtoglavo dolaze na #2 R&B top ljestvica i donose mu veliku popularnost.

### Kraj 1950-ih
1956. godine pod nazivom "Top Stars of '56" održana je R&B turneja. Veliki publicitet zajedno dobivaju Al Hibbler, Frankie Lymon i 'the Teenagersi'  Carl Perkins sa skladbom "Blue Suede Shoes", koja je bila vrlo popularna kod R&B kupaca. Neki su izvođači nastupili kompletni poput Chucka Berryja, Cathy Carr, Shirley & Lee, Della Reese, the Cleftones i Spanielsa zajedno s Illinois Jacquetom. Gradovi koji su bili posjećeni turnejom bili su Kolumbija, Annapolis, Pittsburgh, Syracuse, Rochester, Buffalo, nekoliko gradova u Kanadi i zapadni dio Srednje Amerike koji na kraju završava u Teksasu. U Kolumbiji na koncertu je zamalo došlo do incidenta kada je Carl Perkins najavio da izvodi zadnju skladbu te večeri. Kasnije je komentirao kako je to bilo vrlo opasno. 	
U Annapolis 50.000 do 70.000 ljudi pokušavalo je da prisustvuje jednom totalno rasprodanom koncertu s 8000 sjedećih mjesta, dok je promet u gradu bio začepljen 7 sati.
Filmska industrija također prati velike R&B i rock and roll glazbenike poput Littla Richarda, Chucka Berryja, Fatsa Dominoa, Big Joe Turnera, The Treniersa, The Plattersa i The Flamigosa i sve prikazuje na velikom ekranu. Neki od tih glazbenih filmova su Don't Knock the Rock i Rock Around the Clock.
Dvije snimke od Elvisa Presleyja koje je 1957. godine napravio u R&B stilu, "Jailhouse Rock" i "Treat Me Nice" zauzimaju #1 na top ljestvicama i "All Shook Up" #5, i to je tada bio preokret da jedan bijeli izvođač bude prihvaćen u žanru koji je bio sinonim za crnačku glazbu. Nat King Cole, bivši jazz pijanist koji je imao hit skladbe na #1 i #2 u ranim 1950-im ("Mona Lisa" na #2, 1950. i "Too Young" na #1, 1951.) i 1958. ima također dvije skladbe "Looking Back" i "Do I Like It" koje zauzimaju top 5 na R&B ljestvicama.
1959. godine, dvije izdavačke kuće postaju vlasništvo dvaju crnaca od kojih je jedna vrlo uspješni Motown Records Berryja Gordyja. a druga SAR Sama Cookea. Brook Benton nalazi se na vrhu R&B top ljestvica 1959. i 1960. godine gdje sa svojim uspješnicama zauzima #1 i #2. Benton je imao topao glas što je privuklo veliki broj slušatelja, a njegove ga balade dovele do usporedbe s izvođačima kao što su Nat King Cole, Frank Sinatra i Tony Bennett. Lloyd Price, koji je 1952.g. ima uspješnicu "Lawdy Miss Clawdy" na #1, ponovno 1959. dolazi na vrh top ljestvica sa skladbama "Stagger Lee" na #1 i "Personality" na #5.

### 1960-ih i kasnije
Sam Cookeova uspješnica "Chain Gang" na #5 i Chubby Checkerova "The Twist" također na #5, obilježavaju R&B u 1960. godini. Početkom 1960-ih, glazbena industrija ranije poznatu kategoriju kao 'Ritam i blues', počinje zvati 'soul glazbom' i sličnu glazbu koju izvode bijeli umjetnici zove "blue eyed soul".
Motown Records je 1960. godine postigao svoju milijunsku prodaju sa skladbom "Shop Around", koju je izvodio američki R&B sastav 'The Miracles'. U 1961. godini, Stax Records objavljuje svoj prvi hit "Gee Whiz! (Look at His Eyes)" s Carlom Thomas, koji je sadržavao violinu, glasovir, bubnjeve i prateće vokale. Njegov sljedeći veliki hit, sa sastavom 'Mar-Keys', instrumental "Last Night", izdana je iste godine. "Last Night" sadrži prepoznatljivi Memphis soul zvuk, koji je izrađen od roga, električnih orgulja, gitare i bubnjeva, a postao je zaštitni znak Staxa i zabilježen je na većini njegovih snimaka.
1970-ih izraz 'ritam i blues' počinje se mijenjati s terminima soul i funky. Od 2000-ih R&B se gotovo uvijek koristi od punog naziva 'Ritam i blues' i redovno se upotrebljava kao izraz za moderni R&B, koji je moderna verzija soula i funka pod utjecajem pop glazbe, a nastao je kad je pala popularnost disco glazbi.

## Etimologija
Jerry Wexler prvi puta 1948. godine u Billboard časopisu spominje 'Ritam i blues' kao glazbeni pojam u Sjedinjenim Američkim Državama. On je zamijenio pojam 'rasna glazba' koji je izvorno dolazio iz crne zajednice, a smatrao se vrlo uvredljivim u vrijeme nakon drugog svjetskog rata. Autor i producent Robert Palmer definirana 'ritam i blues' kao pojam za bilo koju glazbu koju su izradili crni Amerikanaci. On je koristio izraz R&B kao sinonim za 'jump blues'. Lawrence Cohn, autor djela Nothing but the Blues, piše da je ritam i blues bio krovni pojam koji je izumio praktičnost industrije. Prema njegovim riječima taj pojam obuhvaća čitavu crnu glazbu osim klasične i vjerske glazbe i poneku gospel skladbu koja je napravila uspjeh na top ljestvici.

## Vanjske poveznice
- 'Ritam i blues' stranice  Arhivirana inačica izvorne stranice od 11. listopada 2007. (Wayback Machine)
- 'Ritam i blues' fundacija
- Povijest 'Ritam i bluesa'